# 蝶 (音樂劇)
《蝶》（英語：Butterflies）是一部中國音樂劇，由松雷集團出品，三寶作曲，關山作詞，關山、徐晴編劇，李盾任製作人和藝術總監，於2007年首演。該劇對中國傳統愛情傳說《梁山伯與祝英台》進行了重新想像，以蝶人部落為背景，講述了流浪詩人梁山伯與部落首領的女兒祝英台相遇、相愛、歷經阻撓並最終殉情化蝶的故事。

## 情節簡介
情節梗概來自《蝶》舞台文學本。

### 第一幕
一個傍晚，蝶人部落中的男女老少傾巢而出，在首領老爹的帶領下，向世界的盡頭進發。蝶人是一個半人半蝶的種族，他們的祖先是流浪的蝴蝶，由於追求人類身份而受到了詛咒，族群自那時起就生活在混沌和痛苦當中。解除詛咒的唯一方法是讓蝶人的女兒嫁給一個人類，這也正是部落此行的目的：第二天早上，老爹的女兒祝英台就將成為被獻祭的新娘。蝶人們為詛咒即將解除而無比興奮，但祝英台卻因這場違背心意的婚姻而暗自憂傷。
吟遊詩人梁山伯獲悉了蝶人婚禮的消息，帶著對新娘的好奇，隻身奔赴世界的盡頭。他在路上遇到了同樣流浪的蝶人異類老醉鬼，並從他那裡問到了前往世界盡頭的方向。正在蝶人們為婚禮進行準備時，梁山伯來到了婚禮現場，無所顧忌地與蝶人們玩笑嬉鬧，並四處尋找新娘，邀她共舞。他的放浪與玩世不恭招致了蝶人們的厭惡和反感，卻也吸引了祝英台和好友浪花兒的注意，二人都對充滿魅力的梁山伯動了心。梁山伯看出了祝英台的憂愁，上前關切詢問，並出其不意地親吻了她。這讓祝英台一時不知所措，也讓包括老爹在內的其他蝶人們如臨大敵。老爹找到梁山伯，試圖勸說和威逼他停止惡作劇，讓婚禮正常進行；但梁山伯卻對這場婚禮的意義不以為然，並與咄咄逼人的老爹針鋒相對。面對老爹的不斷逼問，梁山伯在衝動之下告訴對方，自己決定從婚禮上帶走祝英台。
梁山伯搶婚的消息迅速傳開，蝶人們驚慌失措，陷入了對未知命運的憂慮。祝英台親耳聽到了梁山伯與老爹的對話，在驚訝之餘對愛情重新燃起了希望。她獨自找到梁山伯，假裝不屑地用話語試探他；在與祝英台的交談中，原本還心存顧慮的梁山伯逐漸堅定了決心，用美妙而真誠的詩句博得了她的愛意。與此同時，老爹準備了一杯毒酒，把它交給了已經對梁山伯意亂情迷的浪花兒，謊稱這是可以征服梁山伯的「慾望之酒」，企圖藉她的手毒死梁山伯。梁山伯從老醉鬼那裡得到了及時的警告，然而不明真相的浪花兒卻自己偷偷啜飲了毒酒。梁山伯看到這一幕後大驚失色，浪花也對老爹的意圖恍然大悟，在痛苦與憤懣中把餘下的酒一飲而盡，在梁山伯懷中含恨死去。蝶人們在這時來到現場，老爹對這樣的結果感到驚訝和懊悔，但旋即決定，必須把浪花的死嫁禍給梁山伯。

### 第二幕
梁山伯被誣陷為殺害浪花兒的兇手，身陷囚籠。祝英台在夜色中來到囚籠邊，憤怒地質問梁山伯攪局婚禮的意圖和殺害浪花兒的動機，卻又同時承認自己已經深陷對他的愛之中而無法自拔，被矛盾和痛苦撕扯。目睹一切的老醉鬼將囚籠的鑰匙交給祝英台；祝英台打開囚籠，在悔恨和愧疚中告訴梁山伯永遠離開，但梁山伯在老醉鬼的敦促下毅然拉上祝英台踏上逃亡之路，同行的還有一個失去母親的蝶人小女孩。梁祝二人揹著小女孩在隧道中穿梭，躲避聞訊追趕的蝶人們，在疲憊中昏睡的小女孩進入夢境，幻想出了在天堂中化作蝴蝶的蝶人們。
蝶人們很快俘獲了逃亡中的梁祝二人，並把他們押送回世界盡頭。在跟隨隊伍行進的過程中，小女孩看見了死後化蝶的浪花兒。浪花兒說，只有孩子的眼睛才能看見蝶人化成的蝴蝶，請求藉小女孩之口，用歌聲告訴大家真相。接下來，浪花兒的歌聲從小女孩口中傳出：「兇手在酒裡下毒，兇手要殺掉梁山伯！」擔心事情敗露的老爹開始追逐小女孩，試圖打斷這句不斷重複的唱詞。在追逐中，小女孩不慎失足墜崖，但控訴老爹的歌聲依然從懸崖深處傳出。蝶人們驚愕不已，不確定是否應該相信自己聽到的指控。
梁山伯回到世界盡頭後接受審判。在老爹的慫恿和暗示下，蝶人們一致認定梁山伯是真兇，要求將他處死，以繼續這場能夠解除詛咒的婚禮。面對判決，梁山伯與祝英台雖然痛苦萬分，但也拒絕屈服，不向陷入癲狂的烏合之眾乞求苟且偷生，只在生死訣別前最後一次互訴衷腸。就在梁山伯被施以火刑前的時刻，老醉鬼突然脫下襤褸的衣衫，露出了自己作為女性的真實身份；她與震驚中的老爹對質，揭示出了塵封的真相。原來，當年老醉鬼同是被獻祭給人類的新娘，而老爹正是她的愛人，祝英台則是二人的孩子。老醉鬼在婚禮前夕請求老爹帶她私奔，懦弱的老爹拒絕了她的請求，也帶走了女兒。老醉鬼後來得以逃離絕境，自此過上了隱姓埋名的流浪生活；而成為蝶人首領的老爹向人類承諾，將以自己的女兒作祭品，重新舉辦婚禮。躲在暗處的祝英台聽到了一切，心如死灰的她告訴生身父母，自己不會離開梁山伯。
惱羞成怒的老爹下令行刑，祝英台試圖牽起烈火中梁山伯的手，卻被蝶人們阻攔。這時，已化蝶的浪花兒撲向火焰，用自己的身軀引燃了祝英台。梁祝在烈火中相擁，歌唱出最後的愛情宣言。他們化作蝴蝶，與小女孩一起飛向遠方。

## 主要角色和演員
- 梁山伯（劉岩[2]、沙寶亮[3]飾演）：

年輕男蝶人，闖入蝶人婚禮的流浪詩人。
- 祝英台（林靜[4]、譚維維[5]、丁子玲[6]、仲燕樂[5]、丁蓓蓓[7]飾演）：

年輕女蝶人，老爹的女兒，婚禮上被獻祭給人類的新娘。
- 老爹（梁卿[8]、楊小勇[9]飾演）：

蝶人部落的領袖，祝英台的父親。
- 老醉鬼（胡礦[10]飾演）：

女扮男裝、隱藏真實身份的蝶人老婦。
- 浪花兒（劉楊[11][12]飾演）：

年輕女蝶人，祝英台的好友。
- 小女孩（趙鴻英[13]飾演）：

失去母親的蝶人女孩。
- 小灰（張曉冬[14]飾演）：

年輕男蝶人，老爹的手下。
- 大笨（魯源[15]飾演）：

年輕男蝶人，老爹的手下，與小灰形影不離，只會重複小灰的話。

## 曲目列表
曲目和演唱角色列表來自舞台文學本和2010年發行的音樂劇原聲專輯。

| 第一幕 1. 世界的盡頭 - 蝶人們、小女孩 2. 詩人的旅途 - 梁山伯、老醉鬼 3. 婚禮 - 蝶人們、老爹、老醉鬼、祝英台 4. 新娘 - 梁山伯、小女孩、浪花兒、祝英台、蝶人們、老爹、老醉鬼、小灰、大笨（全體） 5. 他究竟是誰 - 祝英台、浪花兒、小灰、大笨、老爹 6. 夜色 - 梁山伯、老爹、祝英台 7. 消息 - 祝英台、老爹、浪花兒、小灰、大笨、蝶人們、老醉鬼、小女孩 8. 詩句 - 梁山伯、祝英台 9. 欲望之酒 - 老爹、老醉鬼、蝶人們、小女孩、浪花兒、梁山伯、祝英台（全體） | 第二幕 1. 以做人的名義 - 蝶人們、梁山伯、小灰、大笨、老爹、祝英台、老醉鬼 2. 為什麼讓我愛上你 - 祝英台、梁山伯、老醉鬼、小女孩 3. 新世界 - 蝶人們、老爹、小灰、大笨、梁山伯、祝英台、小女孩 4. 蝴蝶的聲音 - 小女孩、浪花兒、小灰、大笨、梁山伯、祝英台、蝶人們、老醉鬼、老爹（全體） 5. 判決 - 梁山伯、祝英台、老爹、老醉鬼、浪花兒、小灰、大笨、蝶人們 6. 心臟 - 祝英台、梁山伯 7. 化蝶之火 - 老爹、老醉鬼、蝶人們、祝英台、梁山伯、浪花兒 |

## 演出
2007年7月27日，《蝶》作為首屆東莞國際音樂劇節的開幕大戲，在東莞玉蘭大劇院進行了首場試演，劉岩、林靜分別飾演梁山伯和祝英台。同年9月11日，該劇在北京保利劇院正式舉行了全球首演，沙寶亮和林靜分飾梁祝。從2007年10月到2008年2月，《蝶》先後在哈爾濱、上海、深圳、武漢四座城市進行了全國巡迴演出，又在2008年汶川地震後回到哈爾濱進行了義演。
2008年7月，《蝶》在第二屆韓國大邱國際音樂劇節上展演，並獲得了音樂劇節的最高獎項「組委會特別獎」。在對原演出版本進行了較大幅度的刪改後，劇組又在接下來的兩年時間裡前往北京、首爾、香港、鄂爾多斯、煙台、泰州、常州、鄭州、武漢、哈爾濱、廣州、東莞等城市進行了巡演。自全球首演至2010年9月止，《蝶》合計演出近200場。

## 反響
《蝶》的最終票房收入約為4000萬元人民幣，按照製作方宣稱的6000萬元（一說4000萬元）人民幣成本計算，未能實現盈利。
評論家對《蝶》的評價褒貶參半。該劇的製作規模和舞臺美術設計得到了普遍好評，演員也獲讚「唱功過硬，表演有聲有色」，「有專業水平」。不過，音樂戲劇評論人傅顯舟同時認為，雖然《蝶》的音樂分量重，有戲劇性，但其旋律單調拗口，唱段過於冗長繁多。《新民晚報》還對本劇的舞蹈提出了批評，認為其「舞蹈語彙匱乏」，受到中國式綜藝晚會影響，缺乏表現力。此外，對《蝶》的批評主要針對故事與角色：評論普遍認為，儘管《蝶》對於《梁山伯與祝英台》的顛覆式改編是值得鼓勵的創新，但故事設定交代含糊、情節混亂、人物和動機欠說服力，中國民間傳說與西式音樂劇的融合不夠成功，導致全劇定位不清，「不中不西，不倫不類」，讓觀眾難以共情。

### 獎項與榮譽
- 2008年第二屆韓國大邱國際音樂劇節組委會特別獎[27]
- 2008年上海白玉蘭戲劇表演藝術獎新人配角獎（趙鴻英飾小女孩）[46]
- 2010年第九屆中國藝術節文華大獎特別獎[47]